# Малонакаряково
Малонакаряково (баш. Кесе Нәкәрәк) — деревня в Мишкинском районе Башкортостана, административный центр Староарзаматовского сельсовета.

## Население
| 2002 | 2009 | 2010 |
| ---- | ---- | ---- |
| 519  | ↘508 | ↘454 |

Национальный состав
Согласно переписи 2002 года, преобладающие национальности — марийцы (52 %), русские (27 %).

## Географическое положение
Расстояние до:
- районного центра (Мишкино): 16 км,
- ближайшей ж/д станции (Загородная): 136 км,

## История
Закон «О внесении изменений в административно-территориальное устройство Республики Башкортостан в связи с образованием, объединением, упразднением и изменением статуса населенных пунктов, переносом административных центров» от 20 июля 2005 года, N 211-з гласил: 

10. Перенести административные центры следующих сельсоветов:
3) Староарзаматовского сельсовета Мишкинского района из деревни Староарзаматово в деревню Малона-каряково;

## Известные уроженцы
- Костарев, Антон Дмитриевич (18 сентября 1928 — 15 августа 1985) — механизатор, заведующий гаражом колхоза «Урал», Герой Социалистического Труда (1966)[5][6].